# Nothing Is Quick in the Desert
 (octobre 2017).
Si vous disposez d'ouvrages ou d'articles de référence ou si vous connaissez des sites web de qualité traitant du thème abordé ici, merci de compléter l'article en donnant les références utiles à sa vérifiabilité et en les liant à la section « Notes et références ».
Albums de Public Enemy
Man Plans God Laughs
(2015)
Nothing Is Quick In The Desert, est le quinzième album studio de Public Enemy. Sorti le 30 juin 2017, il a été téléchargeable sur BandCamp jusqu'au 4 juillet de la même année.

## Pistes
Les treize pistes de cet album sont :
| No  | Titre                          | Durée |
| --- | ------------------------------ | ----- |
| 1.  | Nothing Is Quick In The Desert | 1:20  |
| 2.  | Speak!                         | 3:31  |
| 3.  | Yesterday Man                  | 4:20  |
| 4.  | Exit Your Mind                 | 0:51  |
| 5.  | Beat Them All                  | 2:55  |
| 6.  | Smash The Crowd                | 3:32  |
| 7.  | If You Can't Join Em Beat Em   | 1:27  |
| 8.  | So Be It                       | 3:50  |
| 9.  | SOC MED Digital Heroin         | 3:54  |
| 10. | Terrorwrist                    | 1:57  |
| 11. | Toxic                          | 3:11  |
| 12. | Sells Like Teens Hear It       | 2:57  |
| 13. | Rest In Beats (Part 1 & 2)     | 6:52  |